# Triznaka
Triznaka is een geslacht van steenvliegen uit de familie groene steenvliegen (Chloroperlidae). De wetenschappelijke naam van het geslacht is voor het eerst geldig gepubliceerd in 1952 door Ricker.

## Soorten
Triznaka omvat de volgende soorten:
- Triznaka pintada (Ricker, 1952)
- Triznaka sheldoni Baumann & Kondratieff, 2008
- Triznaka signata (Banks, 1895)
- Triznaka wallowa Kondratieff & Baumann, 2012